# Руткевич, Алексей Михайлович
Алексе́й Миха́йлович Рутке́вич (род. 25 мая 1952 года, Свердловск, СССР) — советский и российский философ, переводчик научной классики, эксперт в области истории западной философии XX века. Доктор философских наук, профессор, заведующий кафедрой истории философии и декан философского факультета (в 2015—2018 годах — декан факультета гуманитарных наук НИУ ВШЭ), главный научный сотрудник Института гуманитарных историко-теоретических исследований имени А. В. Полетаева (ИГИТИ) НИУ ВШЭ, заведующий сектором современной западной философии Института философии РАН

## Биография
Родился 25 мая 1952 года в Свердловске (ныне — Екатеринбург) в семье известного учёного М.Н.Руткевича.
В 1969 году поступил на философский факультет УрГУ. В связи с назначением его отца директором Института социологии, в 1972 году перевёлся на четвёртый курс философского факультета МГУ на кафедру истории философии. Окончил МГУ в 1974 году.
В 1977 году окончил аспирантуру философского факультета МГУ.
В 1978 году в МГУ им. М. В. Ломоносова защитил диссертацию на соискание учёной степени кандидата философских наук по теме «Социальная философия Мадридской школы».
С 1977 по 1988 годы был преподавателем кафедры истории зарубежной философии философского факультета МГУ.
С 1988 года — старший научный сотрудник, затем заведующий сектором современной западной философии Института философии РАН.
В 1993 году в Институте философии РАН защитил диссертацию на соискание учёной степени доктора философских наук по теме «Глубинная герменевтика».
В 1996 году присуждено учёное звание профессора.
Свободно владеет немецким, французским и испанским языками.

## Научная деятельность
В своих трудах А. М. Руткевич даёт историко-философский анализ современной испанской философии, герменевтики, экзистенциализма, психоанализа и философской антропологии. Перу А. М. Руткевича принадлежат переводы классических научных произведений А. Камю, К. Юнга, З. Фрейда, Х. Ортеги-и-Гассета, Э. Фромма, Г. Зиммеля, О. Шпенглера, Э. Кассирера и др.

## Награды
- Медаль ордена «За заслуги перед Отечеством» II степени (4 октября 2013 года) — за заслуги в области образования и многолетнюю плодотворную деятельность[2]
- Премия Мориса Ваксмахера (2007) за перевод книги Александра Кожева «Атеизм»

## Научные труды

### Монографии
- Руткевич А. М. Социальная философия мадридской школы. — М.: Изд-во Московского университета, 1981;
- Руткевич А. М. От Фрейда к Хайдеггеру. — М.: Политиздат, 1985;
- Руткевич А. М. Психоанализ. Истоки и первые этапы развития. — М., 1997;
- Руткевич А. М. Что такое консерватизм. — СПб.: Университетская книга, 2000.
- Руткевич А. М. Консерваторы XX века. — М.: Изд-во РУДН, 2006.

### Учебные пособия
- Руткевич А. М. Психоанализ. Истоки и первые этапы развития (курс лекций). — М.: Форум, 1997.

### Статьи
на русском языке
- Руткевич А. М. Alexandre Kojeve, русский философ // Человек. — 1997. — № 5. — С. 90-92.
- Руткевич А. М. А. Кожев и Л. Штраус: спор о тирании // Вопросы философии. — 1998. — № 6. — С. 79-92.
- Руткевич А. М. Pax europeana // Вестник Европы. — 2002. — № 5.
- Руткевич А. М. Философия права А. Кожева // Вопросы философии. — 2002. — № 12. — С. 141—153.
- Руткевич А. М. Философия природы Марселя Конша // Историко-философский ежегодник 2005. — М.: Наука, 2005. — С. 219—230.
- Руткевич А. М. Психоанализ, история, травмированная "память" // Феномен прошлого / Ред. И. М. Савельева, А. В. Полетаев. — М.: ГУ-ВШЭ, 2005. — С. 221—250.
- Руткевич А. М. Вернер Зомбарт — историк капитализма // Зомбарт В. Собр. соч. В 3-х т. Т. 1./ Пер. с нем. — СПб.: Наука, 2005. — С. 5—22.
- Руткевич А. М. Политическая философия Л. Штрауса // Штраус Л. О тирании. — СПб.: Издательство СПбГУ, 2006.
- Руткевич А. М. Прошлое историка // "Гуманитарные исследования" (ИГИТИ ГУ-ВШЭ), 2006. — Вып. 3 (22). 56 с.
- Руткевич А. М. Предисловие // Кожев А. Атеизм и другие работы. — М.: Праксис, 2007. —  С. 7–44.
- Руткевич А. М. Рукопись 1941 г. // Историко-философский ежегодник. — М.: Наука, 2007.
- Руткевич А. М. Рукопись А. Кожева 1940—1941 гг. // Историко-философский ежегодник’2007 / Ин-т философии РАН. — М. : Наука, 2008.
- Руткевич А. М. Герменевтика Р. Бультмана // «История философии». — 2008. — Вып. 13.
- Руткевич А. М. Философия и наука // «Эпистемология и философия науки». — 2008. — № 4.
- Руткевич А. М. Прошлое историка // «Философский журнал». — 2008. — № 1.
- Руткевич А. М. Времена идеологов: философия истории «консервативной революции» // Вопросы философии. — 2008. — № 4.
- Руткевич А. М. Теория институтов А. Гелена // Социологическая теория: История, современность, перспективы / Ред. А. Ф. Филиппов. — СПб.: Владимир Даль, 2008. — С. 424–454.
- Руткевич А. М. Сомнительные блага российского образования // Вопросы образования. 2008.
- Руткевич А. М. Койре о Гегеле // Сущность и слово. Сборник научных статей к юбилею профессора Н. В. Мотрошиловой. — М.: Феноменология-геременевтика, 2009.
- Руткевич А. М. Александр Кожев // Философы XX века. Т. III. — М.: Искусство, 2009.
- Руткевич А. М. К вопросу о классике в философии // Классика и классики в социальном и гуманитарном знании. Отв. ред. И. М. Савельева, А. В. Полетаев. — М.: Новое литературное обозрение, 2009.
- Руткевич А. М. Лео Штраус, его наследники и критики // «Гуманитарный контекст». — 2009. — № 2.
- Руткевич А. М. Кто и как пишет историю // «Литературные кубики» (СПб.). — 2009. — № 6.
- Руткевич А. М. Послесловие // Конт-Спонвиль А., Ферри Л. Мудрость современности. Десять вопросов нашему времени. Пер. с франц. — М.: РУДН, 2009.
- Руткевич А. М. «Левое» гегельянство А. Кожева // Вопросы философии. — 2010. — № 10. — С. 122—127
- Руткевич А. М. Введение в чтение Кожева "Феноменология духа" Гегеля в контексте современного гегелеведения. — М.: Канон +, 2010. — C. 476—488
- Руткевич А. М. Время и человек: вклад русских эмигрантов в формирование французской философии середины XX в. // Национальная гуманитарная наука в мировом контексте: опыт России и Польши. / пер. с польск. Н. Кузнецова ; отв. ред. Е. Аксер, И. М. Савельева ; Гос. ун-т — Высшая школа экономики. — М.: Изд. дом Гос. ун-та — Высшей школы экономики, 2010. — 368 с. — 1000 экз. — ISBN 978-5-7598-0676-9 (в пер.). — C. 216—235
- Руткевич А. М. Фашизм // Сократ. Журнал современной философии. — 2010. — № 2. — C. 164—169
- Руткевич А. М. Французская философия в России. // Философские науки. —  2010. — № 7. — C. 5—10
- Руткевич А. М. Католический реакционер Николас Гомес Давила // Философские науки. — 2011. — № 1
- Руткевич А. М. Факты и фикции // Способы постижения прошлого. М.: Канон+, 2011. — C. 160—190
- Руткевич А. М. Эффективность университета. // Философские науки. — 2011. — № 3

на французском языке
- Rutkevich A. M. L’anthropologie philosophique et la theorie des institutions de A. Gehlen // «Cahiers critiques de philosophie». 2009. — no. 8. — p. 21-50.

### Редакция
- Культура интерпретации до начала Нового времени / Отв. ред. Ю. В. Иванова, А. М. Руткевич. — М.: ГУ-ВШЭ, 2009

### Интервью
- Виталий Куренной. Русский народ ещё не избавился от имперских черт // Политический журнал. — 17 мая 2006. — № 17.
- Антропология нацпроектов // Русский журнал, 5 сентября 2006
- Ольга Шляхтина. Побрить Карла Маркса // Русский журнал, 14 июня 2007
- Борис Старцев. Перевод философского текста — это всегда интерпретация // Новостная служба портала ГУ-ВШЭ, 18 февраля 2008
- Александр Павлов. Если вам хамит пьяный ублюдок, то вы не рассуждаете об эстетике… // Русский журнал, 3 июня 2008
- Александр Павлов. Аргументы противников ЕГЭ иногда просто поражают // Русский журнал, 12 марта 2009
- Александр Павлов. Не «этический идеал», а безнаказанность зла // Русский журнал, 9 июня 2009
- Сергей Степанищев. Развитие обоих полушарий // Новостная служба портала ГУ-ВШЭ, 21 августа 2009
- Алина Бурмистрова. Половина философских факультетов в России — фикция // РИА Новости, 24 февраля 2010
- Рылько Е. Д. В аспирантуре много людей, не имеющих отношения к науке // РИА Новости, 13 июля 2012
- Интервью с Алексеем Михайловичем Руткевичем «Историка радует не единообразие,а многообразие людей и идей»